# Jasna Rodošek
Jasna Rodošek, slovenska radijska voditeljica, * 25. maj 1959, Trst, Italija.
Rodila se je v družini gledališčnikov, njena mati je igralka Zlata Rodošek, oče Danilo Turk - Joco. Že kot otrok je nastopala kot statist ali v manjših vlogah v tržaškem gledališču. Želela je študirati igro, vendar ni opravila sprejemnega izpita na Akademiji za gledališče, radio, film in televizijo v Ljubljani. Namesto tega se je po uspešno opravljeni avdiciji zaposlila na Radiu Koper/Capodistria, kjer je ostala šest let. Leta 1978 je odšla na Radio Ljubljana, kjer deluje še danes kot sodelavka jutranjega programa, Vala 202 idr. Poleg tega ustvarja različne druge glasovne vsebine, kot so oglasi in prevodi športnih oddaj.
Leta 2013 je prejela stanovsko priznanje kristalni mikrofon Društva poklicnih radijskih in televizijskih napovedovalcev Slovenije.